# Faridun
Faridun (pehlevi Feredun o Fredun antic iranià Thraetaona) fou un dels reis mítics de l'Iran esmentats a l'Avesta.
El primers rei fou Yima, vençut i mort per Azhi-Dahaka el qual al seu torn fou vençut i mort per Afridum (esmentat també com Thraetaona) fill d'Athwya, un sacerdot.
Un rei va repartir el seu imperi entre tres fills un dels quals Iradj fou assassinat pels altres dos i va deixar una filla amb la que Thraetaona es va casar per engendrar al venjador del pare.